# Sorkfeber
Sorkfeber, tidigare benämningar som nephropathia epidemica och dessförinnan hemorragisk nefrosonefrit. I Norge heter sjukdomen musepest. Sjukdomen orsakas av puumalavirus som smittar människor via framför allt skogssorkar (Myodes glareolus). Det är en blödarfeber som ger njursymtom. Sorkfeber orsakar relativt milda symtom jämfört med andra virus bland de hemorragiska blödarfebrarna.

## Historia
Sorkfeber beskrevs första gången 1934 av de två svenska läkarna Gustaf Myhrman och Sten Zetterholm. De hade oberoende av varandra studerat sjukdomen. Sorkfeber orsakas av puumalavirus, som uppkallats efter Puumala i Finland, som var fyndort för det första virusisolatet.

## Namnet
Under sin verksamhet som försvarsepidemiolog med placering vid dåvarande Statens bakteriologiska laboratorium (SBL) introducerade läkaren Lars Hambræus begreppet "sorkfeber" för infektionen som orsakas av puumalaviruset, detta efter kontakter han hade med finländska kollegor. Sjukdomen bedömdes kunna ha försvarsepidemiologisk betydelse och därmed fanns ett behov av ett mer förståeligt svenskt namn än de då gängse "hemorragisk nefrosonefrit" eller "nephropathia epidemica".

## Symtom och behandling
Sorkfeber är en mild typ av hemorragisk feber som ger njursymtom. Sjukdomsbilden varierar och de vanligaste symtomen är hög feber, huvudvärk samt smärtor i buk och  rygg. Påverkan på njurarna ger i sin tur proteinuri, hematuri och oliguri följt av polyuria. I några fall krävs tillfällig behandling med dialys men i övrigt är den av rent stödjande art.
Trots att den som insjuknar kan få ett svårt sjukdomsförlopp så orsakar infektionen oftast inga permanenta skador och dödligheten är mindre än 0,5 % av uppmärksammade sjukdomsfall. Inkubationstiden är 2–4 veckor och efter genomgången infektion är personen sannolikt immun mot sjukdomen resten av livet.

## Hur sker smittan
Skogssorkarna utsöndrar viruset i sin saliv, urin och avföring. Människor smittas oftast genom inandning av dammpartiklar som innehåller sorkarnas sekret. Skogssorken utgör den vanligaste kända naturliga reservoaren för puumalavirus, även om andra däggdjur kan infekteras av viruset. Sorken är enbart bärare av viruset och insjuknar inte själv. Puumalaviruset smittar inte mellan människor. Viruset är smittsamt även utanför värden i två veckor eller mer.  En oväntad källa till smitta är sorkförorenade äldre husgolv, väggar och tak som hemmafixare kan råka ut för vid exempelvis vårstädning. Även harpest kan smitta på detta sätt.

## Utbredning

### Europa
Högst incidens, det vill säga insjuknade per 100 000 invånare rapporteras från Finland, Estland, Kroatien och Slovenien.

### Sverige
I Sverige är sorkfeber vanligast norr om Dalälven men årligen noteras fall längre söderut. Det hittills sannolikt sydligaste säkra fallet härrör från en patient, som vårdades på infektionskliniken vid Centralsjukhuset i Kristianstad och där fastslogs att patienten inte varit utanför Skåne inom den tid som kunde vara aktuell för smittillfället. Patientens virusstam var nära besläktad med virus från norra Finland och angränsande Ryssland. Dessförinnan har puumalavirus påvisats utefter Vätterns västra strand. Att inte fler fall noteras för södra Sverige är anmärkningsvärt eftersom sjukdomen är relativt vanlig i till exempel Belgien, Tyskland etc. och att den återfinns så nära som på Fyn i Danmark.
Genom studier av puumalavirusets genetiska karaktär, vet man att det i Sverige finns två varianter av viruset vilka har olika geografiska ursprung: den ena varianten har följt med skogssorkar som koloniserat Sverige efter istiden via nordligaste Finland, och söder om ungefär Sollefteå finner man en variant av skogssork och puumalavirus som delar genetiska drag med varianter från europeiska kontinenten. I Norrland uppskattas det att 16 procent av lantbrukarna har haft sorkfeber.
Sorkfeber är enligt smittskyddslagen en anmälningspliktig sjukdom vilket innebär att fall ska anmälas till Folkhälsomyndigheten. Antalet registrerade fall ligger vanligen kring 150–400 per år. De högre siffrorna inträffar när sorkpopulationen når en topp, så kallat sorkår, vilket sker ungefär vart fjärde år. Den största epidemi som drabbat Norrland inträffade år 2007, då över 1 000 människor drabbades under årets första månader och totalt anmäldes 2 195 fall under året, vilket var en ökning från 213 året innan. De milda vintrarna misstänks vara en förklaring.

### Finland
Finland har högre incidens (förekomst) av sorkfeber än Sverige med 3 259 fall 2008 och området sträcker sig från trakterna av Kuopio i norr, som ligger i höjd med Kramfors och ner till Finska viken i höjd med Uppsala, det vill säga med sydligare tyngdpunkt än i Sverige. Det är framför allt inom inlandets sjösystem som sjukdomsförekomsten bland människor är som högst.

### Norge
I Norge är sorkfeber sällsynt med som högst 42 registrerade fall år 2014. Det är främst i Agderfylkena i landets sydligaste del och utefter svenska gränsen med Hedmarks, Opplands samt Nordlands fylken som sorkfeber (musepest) diagnostiseras.

## Förebyggande åtgärder
Det finns för närvarande inget vaccin. Bästa sättet att skydda sig är att undvika direkt kontakt med skogssorkar och undvika att inandas damm som kan vara förorenat av sorkarnas utsöndrande viruspartiklar.